# The Woody Woodpecker Show
The Woody Woodpecker Show (BR: O Show do Pica-Pau, Pica-Pau e Seus Amigos, ou simplesmente Pica-Pau) foi um programa infantil semanal que compilava desenhos antigos do Pica-Pau, Andy Panda, Picolino, entre outros. Idealizado por Walter Lantz, o programa foi produzido pela Universal entre 3 de outubro de 1957 e 29 de janeiro de 1977.

## Histórico de transmissão

### Estados Unidos
Nos Estados Unidos, Pica-Pau ganhou uma gama maior de popularidade após a estreia de seu programa televisivo em 1957. Deste ano até o final dos anos 90, já foi transmitido pela ABC (1957-58), pela NBC (1970-72), pela CBS (1976-77) e pela Cartoon Network (1997-98). 
Curiosamente, Pica-Pau chegou a ter seus desenhos animados lançados em VHS no anos 80 e 90 pela Universal, detentora dos direitos autorais das obras. Mas também houve VHS's piratas do personagem, lançados geralmente pela Kid Pics Video.
Nesses últimos anos de transmissão, Pica-Pau não conseguiu manter uma boa audiência por muito tempo, devido à falta de definição de um horário para o programa, idas e vindas de canais para canais e frequentes hiatos que poderiam durar meses, ou até mesmo, anos.
Em agosto de 2023, a MeTV adquiriu os direitos de transmissão dos desenhos animados de Walter Lantz para exibir o The Woody Woodpecker Show nas manhãs de sábado em 2 de setembro como parte do bloco de animação Saturday Morning Cartoons da MeTV, marcando o retorno de Pica-Pau à televisões americanas após 21 anos (também foi adquirido pela MeTV Toons um ano depois). Eles não foram exibidos nos formatos do The Woody Woodpecker Show, mas nos formatos originais dos desenhos animados teatrais exibidos diretamente dos cofres da Universal.

### Brasil
Assim como nos Estados Unidos, o programa fez um enorme sucesso no Brasil, sendo que foi o primeiro desenho animado a chegar à televisão brasileira. Já foi exibido pela Fox, Cartoon Network, Jetix, Boomerang e Tooncast. Na TV aberta já passou pela TV Tupi, Rede Record, TVS-SBT e Rede Globo, e começou a ser reexibido pela própria Record, que já havia exibido seus episódios na década de 60, em 2006, foi o programa de maior longevidade em exibição, chegando a ser um dos programas de maior sucesso da emissora. Com o encerramento do contrato com a Universal Pictures, em 3 de dezembro de 2015, a Record comunicou para as suas afiliadas e emissoras próprias o cancelamento da exibição do desenho animado. Um ano ano depois, no dia 24 de setembro de 2016, a Record voltou a exibir Pica-Pau, aos sábados das 13h as 15:15 da tarde e aos domingos das 9h as 11h da manhã. Além disso, a Record voltou a exibir também após anos desenhos de outros personagens do Show do Pica-Pau.
Em 2008, a rede de lanchonetes Habib's dava como brinde DVD's do Pica-Pau, entre outros produtos licenciados da série. Os DVD's, que contavam com os episódios selecionados, também passaram a ser vendidos nas bancas e lojas.
A série foi disponibilizado em 11 de julho de 2022 na Globoplay, o serviço de streaming da Globo.

### Portugal
Em Portugal, a única vez que o programa passou na TV Portuguesa foi de 1965 até meados da década de 70, na rubrica "Lanterna Mágica", na versão original. Depois disso, foi retirado da programação e nunca mais foi exibido.
Em Portugal, ao contrário do Brasil, o desenho não foi o primeiro a chegar à televisão portuguesa, mas foi o primeiro a ser emitido no dia 25 de abril de 1974, que foi o dia em que se estabeleceu de novo a democracia no país, às 12h45. Algum tempo depois saiu da programação e só nos anos 90 é que o personagem voltou em cassete VHS, com uma dublagem brasileira, com algum sucesso nas vendas.
Em 2001, foi emitida a nova série do Pica-Pau (The New Woody Woodpecker Show) na SIC, com uma dobragem portuguesa. Posteriormente em 2011, foi emitida na TVI, com uma nova dobragem portuguesa e mais tarde, em 2013, na SIC K, com a mesma dobragem portuguesa da SIC.
Também foram comercializados revistas em quadrinhos com o Pica-Pau e com os personagens criados por Walter Lantz. No século XX, o personagem fez mais sucesso em quadrinhos publicados no país.
Atualmente a RecordTV Europa exibe a série antiga, de manhã, no bloco Record Kids, com dublagem brasileira.

## Controvérsias
Pica-Pau foi ao ar pela última vez na Rede Record em 23 de junho de 2024, quando a emissora anunciou que no próximo domingo (30), o desenho seria substituído por uma hora e meia de "Desenhos Animados do Novo Testamento", intitulados na grade como "Desenhos Bíblicos". A decisão da emissora gerou revolta na comunidade nacional, devido ao fato do desenho estar no ar há mais de 70 anos e ainda alcançar e cativar gerações.